# Васлуй (місто)
Васлуй (рум. Vaslui) — місто в східній Румунії, центр повіту Васлуй. Розташоване в Румунській Молдові, над річкою Бирлад, за 60 км на південь від Яс. Населення 70,3 тис. мешканців (2002).

## Географія
Біля міста протікає річка Васлуєць.

## Історія
У районі Васлуя 17 січня 1475 року військами молдавського господаря Стефана III (40 тис. молдавських селян, 5 тис. угорських і 2 тис. польських солдатів) була розгромлена 120-тисячна турецька армія Сулеймана-Паші. Після цього Молдова на деякий час стала головною силою в боротьбі з Туреччиною.

## Відомі люди

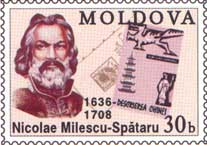
Микола Спафарій

Тут похований подільський князь Юрій Коріятович
Народились:
- Спафарій Микола Гаврилович — російський дипломат та вчений.
- Александра Нечита — американська художниця румунського походження.
- Константін Тенасе — актор та сценарист.
- Віргіл Трофін — відомий діяч комуністичної доби Румунії.
- Георге Міронеску — прем'єр-міністр Румунії впротовж двох термінів 1930—1931 рр.
- Корнеліу Порумбоу — румунський кінорежисер та сценарист.
- Олена Мургочі — румунський легкоатлетка.